# Less Is More (Lost Frequencies)
Less Is More è il primo album in studio del disc jockey belga Lost Frequencies, pubblicato il 21 ottobre 2016.

## Tracce
1. All or Nothing (featuring Axel Ehnström) – 2:37
2. What Is Love 2016 – 3:08
3. Beautiful Life (featuring Sandro Cavazza) – 2:41
4. Sky Is the Limit (featuring Jake Reese) – 2:27
5. Reality (featuring Janieck Devy) – 2:38
6. Dance with Me – 3:57
7. In Too Deep – 3:54
8. Dying Bird (featuring Joakim Wilow) – 3:08
9. Funky'n Brussels – 3:01
10. Send Her My Love – 3:38
11. Lift Me Up (featuring Nick Schilder) – 3:12
12. Are You with Me – 2:18
13. St. Peter – 3:29
14. Selfish Love – 3:40
15. Footsteps in the Night – 4:24
16. What Goes Around Comes Around (bonus track) – 3:11

## Classifiche
| Classifica (2016) | Posizione massima |
| ----------------- | ----------------- |
| Belgio (Fiandre)  | 3                 |
| Belgio (Vallonia) | 10                |
| Francia           | 108               |
| Paesi Bassi       | 40                |
| Svizzera          | 48                |